# Trường Đại học Quản lý và Công nghệ Hải Phòng
Đại học Quản lý và Công nghệ Hải Phòng (Trước đây có tên là Trường Đại học Dân lập Hải Phòng) là một trong 20 trường Đại học ngoài công lập được thành lập đầu tiên trên cả nước (1997). Trường được đầu tư đồng bộ với cơ sở vật chất khang trang, hiện đại với khu giảng đường giám sát bằng Camera, khu liên hợp thể thao với nhà tập đa năng, sân bóng và bể bơi ngoài trời hiện đại. Đây cũng là trường đầu tiên ở Việt Nam xây dựng Khách sạn Sinh viên.

## Các mốc lịch sử
- Ngày 24 tháng 9 năm 1997, Thủ tướng Chính phủ Võ Văn Kiệt ký quyết định số 792/TTg cho phép thành lập Đại học dân lập Hải Phòng.
- Ngày 29 tháng 9 năm 1997, Bộ trưởng Bộ Giáo dục và Đào tạo GS-TS.Trần Hồng Quân ký quyết định số 3026QĐ/GD-ĐT về việc công nhận Hội đồng Quản trị Đại học dân lập Hải Phòng, số 3027QĐ/GD-ĐT về việc công nhận GS-TS. Trần Hữu Nghị là Hiệu trưởng trường Đại học dân lập Hải Phòng, và số 3028 QĐ/GD-ĐT về việc cho phép trường Đại học dân lập Hải Phòng được chính thức hoạt động và bắt đầu tuyển sinh từ năm học 1997-1998.
- Ngày 17 tháng 11 năm 1997, Thứ trưởng Bộ Giáo dục và Đào tạo TS. Vũ Ngọc Hải ký quyết định số 3803/GD-ĐT cho phép Đại học dân lập Hải Phòng được tổ chức đào tạo 6 ngành từ năm học 1997-1998 với chỉ tiêu 1.200 sinh viên.
- Ngày 1 và 2 tháng 12 năm 1997, sinh viên khóa 1 nhập học. Năm học đầu tiên của Đại học dân lập Hải Phòng được bắt đầu tại 3 lô nhà cấp 4 thuộc Dư Hàng Kênh, An Hải, Hải Phòng.
- Ngày 4 tháng 1 năm 1998, Lễ công bố quyết định thành lập Đại học dân lập Hải Phòng và khai giảng khóa 1 đã được tổ chức tại Cung văn hóa hữu nghị Việt – Tiệp, thành phố Hải Phòng.
- Trường Đại học Dân lập Hải Phòng tiến hành làm thủ tục chuyển đổi loại hình Trường Đại học Dân lập sang loại hình trường Đại học tư thục từ ngày 10 tháng 7 năm 2010[1], tuy nhiên đến giữa năm 2019 mới có thông tin Thủ tướng Chính phủ ban hành Quyết định số 641/QĐ-TTg về việc chuyển đổi trường Đại học dân lập Hải Phòng sang loại hình trường đại học tư thục[2]

## Tổ chức, điều hành

### Ban lãnh đạo
- Chủ tịch Hội đồng trường: NGƯT-GS.TS. Trần Hữu Nghị
- Hiệu trưởng: TS. Nguyễn Tiến Thanh
- Hiệu phó phụ trách Đào tạo - Đối ngoại: TS. Trần Thị Ngọc Liên
- Hiệu phó phụ trách Hành chinh - Nội vụ: Ths. Trần Hữu Trung

### Các hệ, ngành đào tạo

#### Hệ Đại học
| Stt | Ngành tuyển sinh | Mã ngành | Mã tổ hợp       | Môn xét tuyển                                                                  |
| --- | --- | -------- | --------------- | ------------------------------------------------------------------------------ |
| 1   | Công nghệ thông tin (gồm 2 chuyên ngành: Công nghệ phần mềm; Quản trị và an ninh mạng)                                                                                    | 7480201  | A00 A01 A10 D84 | Toán-Lý-Hóa Toán-Lý-Anh Toán-Lý-Giáo dục công dân Toán-Anh-Giáo dục công dân   |
| 2   | Kĩ thuật điện, Điện tử (gồm 3 chuyên ngành: Công nghệ Internet vạn vật - IoT; Điện tử - Truyền thông; Điện tự động công nghiệp)                                           | 7510301  | A00 A02 A10 D84 | Toán-Lý-Hóa Toán-Lý-Sinh Toán-Lý-Giáo dục công dân Toán-Anh-Giáo dục công dân  |
| 3   | Kĩ thuật môi trường (gồm 3 chuyên ngành: Kỹ thuật môi trường và An toàn lao động; Quản lý tài nguyên và môi trường nước; Quản lý tài nguyên đất đai                       | 7520320  | A00 D84 A02 C14 | Toán-Lý-Hóa Toán-Anh-Giáo dục công dân Toán-Lý-Sinh Toán-Văn-Giáo dục công dân |
| 4   | Quản trị kinh doanh (gồm 5 chuyên ngành: Quản trị doanh nghiệp; Kế toán - kiểm toán; Quản trị Marketing; Quản trị Logistics và chuỗi cung ứng; Khai thác cảng hàng không) | 7340101  | A01 A00 C14 D01 | Toán-Lý-Anh Toán-Lý-Hoá Toán-Văn-Giáo dục công dân Toán-Văn-Anh                |
| 5   | Việt Nam học (gồm 2 chuyên ngành: Văn hoá Du lịch; Quản trị du lịch) | 7310630  | C00 D01 D14 D66 | Văn-Sử-Địa Văn-Toán-Anh Văn-Sử-Anh Văn-Giáo dục công dân-Anh                   |
| 6   | Ngôn ngữ Anh (gồm 4 chuyên ngành: Ngôn ngữ Anh; Ngôn ngữ Anh - Trung; Ngôn ngữ Anh – Hàn; Ngôn ngữ Anh – Nhật)                                                            | 7220201  | D01 D66 D14 D15 | Văn-Toán-Anh Văn-Giáo dục công dân-Anh Văn-Sử-Anh Văn-Địa-Anh                  |

#### Hệ Cao học
| Stt | Ngành tuyển sinh    | Mã ngành | Hình thức đào tạo | Thời gian đào tạo | Phương thức tuyển sinh                 |
| --- | ------------------- | -------- | ----------------- | ----------------- | -------------------------------------- |
| 1   | Quản trị kinh doanh | 7340101  | Chính quy         | 1,5 – 2 năm       | Xét tuyển dựa trên kết quả bậc đại học |

### Các phòng, ban
- Phòng Đào tạo và Quản lý Khoa học
- Phòng Tổ chức - Hành chính
- Phòng Tuyển sinh - Hợp tác Quốc tế
- Ban Thanh tra và Đảm bảo chất lượng
- Ban bảo vệ

### Các khoa, bộ môn đào tạo
- Khoa Công nghệ Thông tin
- Khoa Điện - Điện tử
- Khoa Môi trường
- Khoa Ngoại ngữ
- Khoa Quản trị Kinh doanh
- Khoa Văn hóa - Du lịch
- Bộ môn Cơ Bản-Cơ Sở

### Liên thông từ Trung cấp và Cao đẳng lên Đại học chính quy
Hình thức đào tạo: Chính quy
Hình thức tuyển sinh: Xét tuyển
Liên thông từ trung cấp và từ cao đẳng lên đại học chính quy gồm các ngành:
- Công nghệ kỹ thuật Điện - Điện tử
- Quản trị kinh doanh
- Công nghệ thông tin
- Kỹ thuật môi trường
- Ngôn ngữ Anh
- Việt Nam học

### Chương trình Dự bị đại học Quốc tế
Trường liên kết đào tạo hệ chính quy dài hạn tập trung với các trường Đại học danh tiếng tại Anh, Úc, Mỹ, Trung Quốc, và Malaysia. Thời gian đào tạo là 4 năm (1 năm Dự bị tại Đại học Quản lý và Công nghệ Hải phòng và 3 năm tại trường cấp bằng).

## Các trung tâm phụ trợ
- Trung tâm Thông tin - Thư viện

## Cơ hội việc làm
Là một trong 25 trường dẫn đầu cả nước về tỉ lệ sinh viên tốt nghiệp có việc làm cao với 93,46%.

## Cơ sở vật chất
Hiện tại, Trường Đại học Quản lý và Công nghệ Hải Phòng có Khách sạn sinh viên, ký túc xá hiện đại bậc nhất trong số các khu nội trú sinh viên ở Việt Nam hiện nay. Ngoài hệ thống nhà ăn, thư viện hiện đại, khách sạn còn có sân vận động, nhà tập đa năng, bể bơi. Khu vực giảng đường và khu Khách sạn sinh viên được phủ sóng Wifi .
Khu giảng đường có 60 phòng học có camera, 800 máy tính nối mạng nội bộ, mạng internet đến tận khách sạn sinh viên, các phòng thí nghiệm chuyên ngành, các phòng học đều được trang bị máy chiếu, điều hòa nhiệt độ để phục vụ cho học tập, phòng học tiếng sony, DLL, khu trung tâm thư viện mới được đưa vào sử dụng từ năm 2008 có hơn 60.000 bản sách.